# Le Perray-en-Yvelines
Le Perray-en-Yvelines è un comune francese di 6 648 abitanti situato nel dipartimento degli Yvelines nella regione dell'Île-de-France.

## Società

### Evoluzione demografica

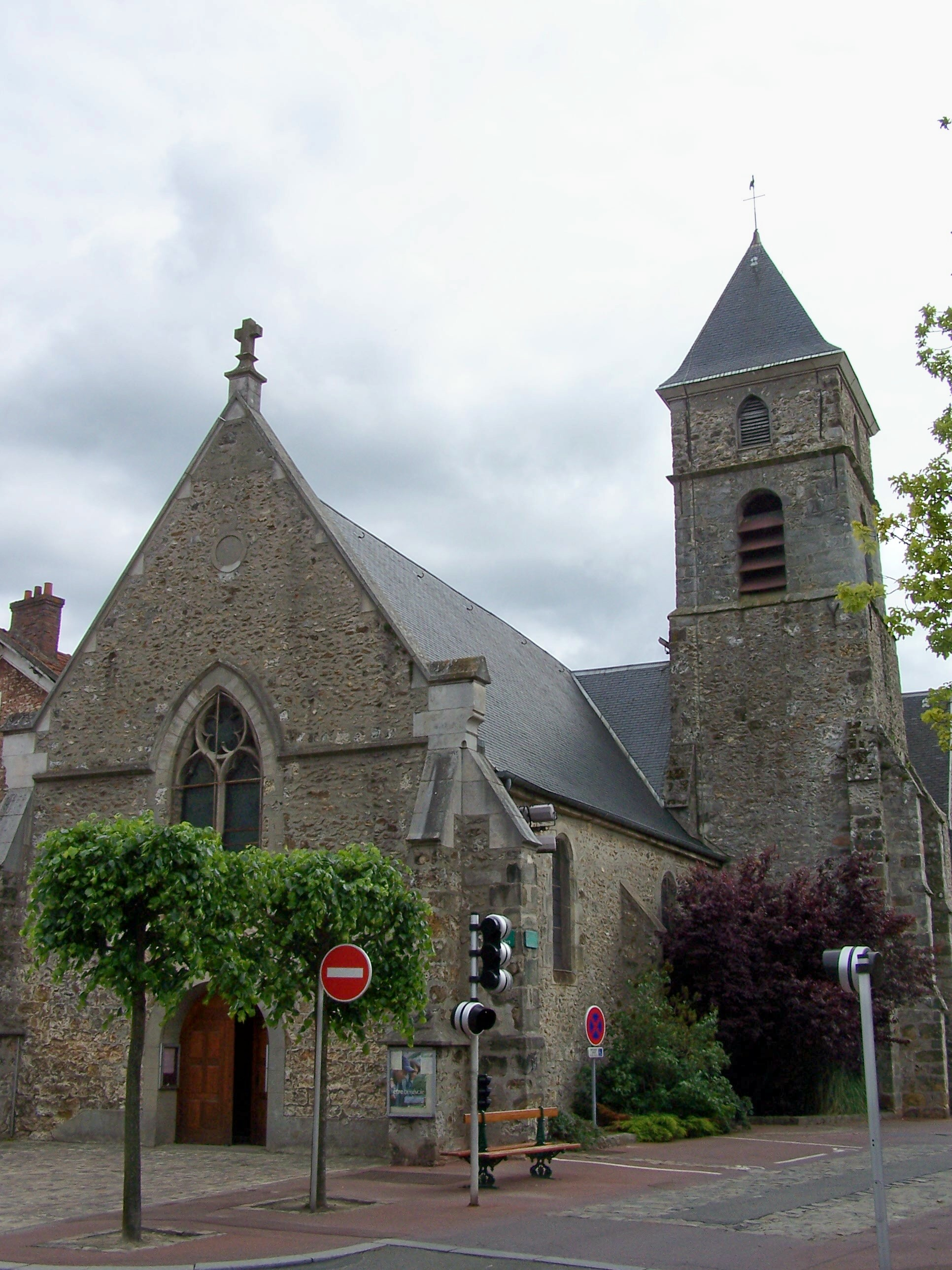
La chiesa di sant'Eligio a Le Perray

Abitanti censiti

## Monumenti e luoghi degni d'interesse
- Chiesa parrocchiale dedicata a sant'Eligio. La chiesa risale alla seconda metà del XIII secolo ma è stata restaurata e rialzata due volte nella prima metà del XIX secolo da Philibert Caziot. Il campanile è stato restaurato nel 1778.[2]
- Parco dell'antico castello di Sant'Uberto: parco di un antico castello reale costruito da Ange-Jacques Gabriel per Luigi XV tra il 1755 e il 1759, poi ingrandito tra il 1763 e il 1774. È stato decorato con le sculture di Guillaume Coustou, il Giovane o Jean-Baptiste Pigalle. Fu totalmente demolito nel 1855[3]. Il luogo, proprietà privata composta attualmente da uno stagno, da un orto e da una portineria è iscritto nel registro dei beni culturali[4].
- Il "ponte Napoleone", detto anche pont Royal, è stato costruito tra lo stagno di Pourras e quello di sant'Uberto alla fine del XVIII secolo. Risistemato verso il 1808 su richiesta dell'imperatore, è iscritto nell'inventario dei monumenti storici di Francia. È stato restaurato nel 1967[5].
- Rendez-Vous de Chasse dell'Imperatore o "Padiglione Pourras", situato nel luogo detto Pourras, costruito per l'imperatore Napoleone I nel 1808 dall'architetto Auguste Famin, caduto in rovina dal 1840 è stato restaurato nel 1967. È stato classificato monumento storico di Francia nel 1978[6].